# Мартусенко, Михаил Стефанович
Михаил Стефанович Мартусе́нко (1921 — 2003) — командир батальона 30-го гвардейского воздушно-десантного полка 10-й гвардейской воздушно-десантной дивизии 37-й армии Степного фронта, гвардии майор.

## Биография
Родился 15 декабря 1921 года в станице Темижбекская (ныне Краснодарский край).
В РККА с 1940 года. Член ВКП(б) с 1942 года. 1 октября 1943 года на подручных средствах в числе первых форсировал реку Днепр в районе украинского села Мишурин Рог. 
Указом Президиума Верховного Совета СССР от 20 декабря 1943 года за образцовое выполнение боевых заданий командования и проявленные при этом мужество и героизм гвардии майору Мартусенко Михаилу Стефановичу присвоено звание Героя Советского Союза с вручением ордена Ленина и медали «Золотая Звезда».
С 1960 года в запасе. Жил в Воронеже. Скончался 14 июля 2003 года. Похоронен на Коминтерновском кладбище